# Antirrhea
Antirrhea é um gênero de borboletas neotropicais da família Nymphalidae, subfamília Satyrinae e tribo Morphini, proposto por Jakob Hübner em 1822. A espécie tipo é Antirrhea archaea e a com maior distribuição geográfica é Antirrhea philoctetes. De acordo com Adrian Hoskins, as onze espécies do gênero normalmente são encontradas isoladamente nas partes mais escuras e úmidas de vegetação rasteira das florestas, onde se escondem debaixo de arbustos durante o dia. O voo é rápido e pouco acima da superfície do solo. Lagarta encontrada em plantas da família Arecaceae e machos adultos se alimentando de esterco, urina embebida pelo solo, frutos fermentados, bolores e fungos no chão da floresta. Podem ser vistas, ocasionalmente, em caminhos abertos e trilhas, no amanhecer ou anoitecer ou durante tempo muito nublado. Macho e fêmea apresentam dimorfismo sexual.

## Espécies
- Antirrhea adoptiva (Weymer, 1909)
- Antirrhea archaea Hübner, [1822]
- Antirrhea geryon C. & R. Felder, 1862
- Antirrhea hela C. & R. Felder, 1862
- Antirrhea ornata (Butler, 1870)
- Antirrhea phasiana Butler, 1870
- Antirrhea philoctetes (Linnaeus, 1758)
- Antirrhea pterocopha Salvin & Godman, 1868
- Antirrhea taygetina (Butler, 1868)
- Antirrhea undulata Hering & Hopp, 1925
- Antirrhea watkinsi Rosenberg & Talbot, 1914